# 木内 (企業)
株式会社木内（きのうち）は、秋田県秋田市に本拠を置く、かつては百貨店協会に加盟（後述）していた「木内百貨店」（きのうちひゃっかてん、通称：木内デパート）を運営する企業。2020年3月に新型コロナウイルス感染症の流行が拡大して以降、休業状態となっている。

## 概要・沿革
1889年（明治22年）3月に久保田藩士の家柄だった木内俊茂が、茶、紙、文具販売の「木内商店」を創業。
1910年（明治43年）に秋田では初のショーウィンドー付の店舗を開き、1932年（昭和7年）に合資会社木内雑貨店を設立して法人化した。
1950年（昭和25年）に夫の木内隆一の死を受けて木内トモが2代目社長となり、1951年（昭和26年）に合資会社木内に改称して百貨店の営業を始めた。
1952年（昭和27年）7月20日に秋田市が新屋浜放水口北側に新屋海水浴場を新設した際には開業記念のアトラクションを提供し、1959年（昭和34年）5月から毎年開催されている秋田県美術展覧会では第一回展から会場を提供していた。1966年までは目の前を秋田市電が走っており、秋田市交通局と秋田中央交通の案内所（定期券・回数券売場）も併設されて交通の一拠点としても機能するなど地域を代表する老舗として商業以外でも地元の中心的存在となっていた。その為、近くにある市電の電停は「木内前」の名称となり、現在でもバス停の名前として残っている。
1955年（昭和30年）に着工した鉄筋コンクリート造3階建て増築工事が完成して、1957年（昭和32年）10月18日に新装開店した際には秋田県内初のエスカレーターを売り物に「エスカレーターにのって楽しいお買い物」を謳い文句にしてエスカレーターガールのいる百貨店として人気を呼んだ。
1959年（昭和34年）には従来の合資会社を改組して株式会社木内となり、1965年（昭和40年）には売場面積4,849m2で売上高24.8億円を上げてライバルの「本金」（売場面積3,800m2）の売上高5.8億円の4倍以上となるなど秋田では圧倒的な地域一番店となり、昭和30年代に近くにあった秋田県庁や秋田市役所、国の出先機関などの官公庁らが移転して跡地が大型店などとして整備されたことも影響して肩がぶつかるほど混み合うようになった秋田駅前広小路通り周辺と共に大いに賑わうなど「士魂商才」を掲げた女性社長の下で成長を続けた。
1967年（昭和42年）の年末商戦に風邪を引きながら出社して陣頭指揮に当たった木内トモが1968年（昭和43年）1月3日に死去したため、木内一（きのうち・はじめ）が3代目社長となって引継いだ。
その後1972年（昭和47年）に売場面積を一気に2倍にする大規模な増床工事が完成して1973年（昭和48年）12月から全面的に開業するなど拡張を続け、観覧車や展望台のある屋上遊園地の「屋上お子様遊技場」や3階の大食堂でのお子様ランチや台の付いたソフトクリームなども人気を呼んで全県から買い物客を集め、全盛期の昭和40年代?昭和50年代には従業員約400人で年商130億円を上げて秋田県随一の百貨店となり、「秋田の三越」と呼ばれて木内の包装紙がもてはやされ、秋田の贈答品市場では圧倒的なシェアを誇った。
しかしモータリゼーションの進展に伴い、1981年に長崎屋秋田店が撤退するなど郊外型のショッピングセンターの開業が相次いで中心市街地の集客力が衰え売上が減少し始めると、1990年（平成2年）に日本百貨店協会から脱退し、1991年（平成3年）には売場を大幅に縮小し3階部分を閉鎖、合わせて営業時間を短縮するなどの事業の再構築を行う。1995年以降は2階部分も閉鎖し1階の衣料品売場のみ営業して午後5時に閉店するなど百貨店とはいえない規模に縮小している。
2009年（平成21年）4月26日に出張先の東京都内で木内一が急死したのを受けて、同年5月27日付で一の長女に当たる木内信子が社長に就任すると、モータリゼーションに対応して試験的に駐車場を無料化に踏み切って土日の集客力の向上に成功させ、老朽化対策としての改装や中通一丁目地区市街地再開発事業への関与を検討するなど新たな経営方針を打ち出し始めている。
2020年（令和2年）3月に新型コロナウイルス感染症の流行が拡大して以降は休業中である。休業後も建物には警備員が駐在し、隣接する駐車場などは定期的にメンテナンスされているものの、秋田市から同社に連絡を取ることもできない状態であり、2024年に週刊現代が取材を行った際も無回答を貫いていた。
2025年（令和7年）6月に秋田市の沼谷市長は今の代表者と複数回に渡って意見交換を行っていることを明らかにした。木内の代表者は秋田放送の取材に対して市には協力しないことを伝えたと説明しており、店舗の今後については「休業中であること以外に語ることはありません」としている。

## 近隣施設等
- エリアなかいち
- 秋田中央道路中央街区ランプ
- みずほ銀行秋田支店
- 北都銀行本店営業部
- ベルドゥムール ランドマーク秋田
- 秋田中央警察署
- 秋田なまはげ農業協同組合矢留支店

### 注
1. ↑  1986年（昭和61年）に秋田中央交通の車庫跡で中交ホリディスクエアの核店舗として再開業[17]。2009年（平成21年）に長崎屋運営のドン.キホーテ秋田店に転換。
2. ↑  食堂、玩具売場、食料品売場など閉鎖。1F仲小路側にあった交通公社トラベランド（現・JTBトラベランド）の店舗も秋田サティへの移転という形で閉鎖された。